# WTA 125K series 2017
WTA 125K series 2017 – sezon profesjonalnych kobiecych turniejów tenisowych niższej kategorii organizowanych przez Women’s Tennis Association w 2017 roku, które obejmują cykl 8 turniejów z pulą nagród wynoszącą 125 000 dolarów amerykańskich. Zawody rozgrywane w ramach WTA 125K series nie są zaliczane do głównego cyklu rozgrywek WTA Tour.

## Kalendarz turniejów
| Data         | Turniej                                                                  | Zwyciężczynie                           | Wynik                  | Finalistki                           | Półfinalistki                     | Ćwierćfinalistki                                                      |
| ------------ | ------------------------------------------------------------------------ | --------------------------------------- | ---------------------- | ------------------------------------ | --------------------------------- | --------------------------------------------------------------------- |
| 17 kwietnia  | Zhengzhou Women’s Tennis Open Zhengzhou 125 000 $ – Twarda – 32S/16Q/16D | Wang Qiang                              | 3:6, 7:6(3), 1:1 krecz | Peng Shuai                           | Zheng Saisai Duan Yingying        | Zarina Dijas Nao Hibino Jang Su-jeong Liu Fangzhou                    |
| 17 kwietnia  | Zhengzhou Women’s Tennis Open Zhengzhou 125 000 $ – Twarda – 32S/16Q/16D | Han Xinyun Zhu Lin                      | 7:5, 6:1               | Jacqueline Cako Julja Gluszko        | Zheng Saisai Duan Yingying        | Zarina Dijas Nao Hibino Jang Su-jeong Liu Fangzhou                    |
| 5 czerwca    | Croatian Bol Ladies Open Bol 125 000 $ – Ceglana – 32S/8Q/16D            | Aleksandra Krunić                       | 6:3, 3:0 krecz         | Alexandra Cadanțu                    | Beatriz Haddad Maia Mandy Minella | Sara Errani Ivana Jorović Maria Sakari Kateryna Bondarenko            |
| 5 czerwca    | Croatian Bol Ladies Open Bol 125 000 $ – Ceglana – 32S/8Q/16D            | Chuang Chia-jung Renata Voráčová        | 6:4, 6:2               | Lina Ǵorčeska Aleksandrina Najdenowa | Beatriz Haddad Maia Mandy Minella | Sara Errani Ivana Jorović Maria Sakari Kateryna Bondarenko            |
| 4 września   | Dalian Women's Tennis Open Dalian 125 000 $ – Twarda – 32S/16Q/16D       | Kateryna Kozłowa                        | 6:4, 6:2               | Wiera Zwonariowa                     | Zarina Dijas Witalija Djaczenko   | Duan Yingying Han Xinyun Sabina Sharipova Zhang Kailin                |
| 4 września   | Dalian Women's Tennis Open Dalian 125 000 $ – Twarda – 32S/16Q/16D       | Lu Jingjing You Xiaodi                  | 7:6(2), 4:6, 10–5      | Guo Hanyu Ye Qiuyu                   | Zarina Dijas Witalija Djaczenko   | Duan Yingying Han Xinyun Sabina Sharipova Zhang Kailin                |
| 6 listopada  | Hua Hin Championships Hua Hin 125 000 $ – Twarda – 32S/16Q/16D           | Belinda Bencic                          | 6:3, 6:4               | Hsieh Su-wei                         | Ana Bogdan Viktorija Golubic      | Witalija Djaczenko Duan Yingying Barbara Haas Luksika Kumkhum         |
| 6 listopada  | Hua Hin Championships Hua Hin 125 000 $ – Twarda – 32S/16Q/16D           | Duan Yingying Wang Yafan                | 6:3, 6:3               | Dalila Jakupović Irina Chromaczowa   | Ana Bogdan Viktorija Golubic      | Witalija Djaczenko Duan Yingying Barbara Haas Luksika Kumkhum         |
| 6 listopada  | Open de Limoges Limoges 125 000 $ – Twarda (hala) – 32S/16Q/16D          | Monica Niculescu                        | 6:4, 6:2               | Antonia Lottner                      | Pauline Parmentier Sabine Lisicki | Anna Blinkowa Kaia Kanepi Conny Perrin Jekatierina Aleksandrowa       |
| 6 listopada  | Open de Limoges Limoges 125 000 $ – Twarda (hala) – 32S/16Q/16D          | Walerija Sawinych Maryna Zanewśka       | 6:0, 6:2               | Chloé Paquet Pauline Parmentier      | Pauline Parmentier Sabine Lisicki | Anna Blinkowa Kaia Kanepi Conny Perrin Jekatierina Aleksandrowa       |
| 13 listopada | Taipei Open Tajpej 125 000 $ – Dywanowa (hala) – 32S/16Q/16D             | Belinda Bencic                          | 7:6(3), 6:1            | Arantxa Rus                          | Viktorija Golubic Naomi Broady    | Luksika Kumkhum Jil Teichmann Wieronika Kudiermietowa Lizette Cabrera |
| 13 listopada | Taipei Open Tajpej 125 000 $ – Dywanowa (hala) – 32S/16Q/16D             | Wieronika Kudiermietowa Aryna Sabalenka | 2:6, 7:6(5), 10–6      | Monique Adamczak Naomi Broady        | Viktorija Golubic Naomi Broady    | Luksika Kumkhum Jil Teichmann Wieronika Kudiermietowa Lizette Cabrera |
| 20 listopada | Hawaii Tennis Open Honolulu 125 000 $ – Twarda – 32S/8Q/16D              | Zhang Shuai                             | 0:6, 6:2, 6:3          | Jang Su-jeong                        | Rebecca Peterson Julia Boserup    | Witalija Djaczenko Ajla Tomljanović Jewgienija Rodina Miharu Imanishi |
| 20 listopada | Hawaii Tennis Open Honolulu 125 000 $ – Twarda – 32S/8Q/16D              | Hsieh Shu-ying Hsieh Su-wei             | 6:1, 7:6(3)            | Eri Hozumi Asia Muhammad             | Rebecca Peterson Julia Boserup    | Witalija Djaczenko Ajla Tomljanović Jewgienija Rodina Miharu Imanishi |
| 20 listopada | L&T Mumbai Open Mumbaj 125 000 $ – Twarda – 32S/16Q/16D                  | Aryna Sabalenka                         | 6:2, 6:3               | Dalila Jakupović                     | Amandine Hesse Sabina Sharipova   | Naomi Broady Ankita Raina Yanina Wickmayer Alizé Lim                  |
| 20 listopada | L&T Mumbai Open Mumbaj 125 000 $ – Twarda – 32S/16Q/16D                  | Victoria Rodríguez Bibiane Schoofs      | 7:5, 3:6, 10–7         | Dalila Jakupović Irina Chromaczowa   | Amandine Hesse Sabina Sharipova   | Naomi Broady Ankita Raina Yanina Wickmayer Alizé Lim                  |

## Wygrane turnieje

### Klasyfikacja tenisistek
| Wygrane | Zawodniczka             | S   | D | S | D |
| ------- | ----------------------- | --- | - | - | - |
| 2       | Belinda Bencic          | ● ● |   | 2 | 0 |
| 2       | Aryna Sabalenka         | ●   | ● | 1 | 1 |
| 1       | Kateryna Kozłowa        | ●   |   | 1 | 0 |
| 1       | Aleksandra Krunić       | ●   |   | 1 | 0 |
| 1       | Monica Niculescu        | ●   |   | 1 | 0 |
| 1       | Wang Qiang              | ●   |   | 1 | 0 |
| 1       | Zhang Shuai             | ●   |   | 1 | 0 |
| 1       | Chuang Chia-jung        |     | ● | 0 | 1 |
| 1       | Duan Yingying           |     | ● | 0 | 1 |
| 1       | Han Xinyun              |     | ● | 0 | 1 |
| 1       | Hsieh Shu-ying          |     | ● | 0 | 1 |
| 1       | Hsieh Su-wei            |     | ● | 0 | 1 |
| 1       | Wieronika Kudiermietowa |     | ● | 0 | 1 |
| 1       | Lu Jingjing             |     | ● | 0 | 1 |
| 1       | Victoria Rodríguez      |     | ● | 0 | 1 |
| 1       | Walerija Sawinych       |     | ● | 0 | 1 |
| 1       | Bibiane Schoofs         |     | ● | 0 | 1 |
| 1       | Renata Voráčová         |     | ● | 0 | 1 |
| 1       | Wang Yafan              |     | ● | 0 | 1 |
| 1       | You Xiaodi              |     | ● | 0 | 1 |
| 1       | Maryna Zanewśka         |     | ● | 0 | 1 |
| 1       | Zhu Lin                 |     | ● | 0 | 1 |

### Klasyfikacja państw
| Wygrane | Kraj            | S | D |
| ------- | --------------- | - | - |
| 8       | Chiny           | 2 | 6 |
| 3       | Chińskie Tajpej | 0 | 3 |
| 2       | Szwajcaria      | 2 | 0 |
| 2       | Białoruś        | 1 | 1 |
| 2       | Rosja           | 0 | 2 |
| 1       | Rumunia         | 1 | 0 |
| 1       | Serbia          | 1 | 0 |
| 1       | Ukraina         | 1 | 0 |
| 1       | Belgia          | 0 | 1 |
| 1       | Czechy          | 0 | 1 |
| 1       | Holandia        | 0 | 1 |
| 1       | Meksyk          | 0 | 1 |